# يوسف بشير
يوسف بشير (1989-) هو مؤلف فلسطيني أمريكي وناشط سلام من قطاع غزة. منزل عائلتهم اشتهر بشكل أساسي بكتابه كلمات والدي، الحب والألم في فلسطين، وعمله كمستشار للشؤون الخارجية وجماعة ضغط في واشنطن العاصمة. أصبح مواطنًا أمريكيًا في عام 2019.

## النشأة والخلفية
ولد بشير ونشأ في قطاع غزة كان والده خليل بشير مديرًا للمدرسة الألمانية في غزة وأكد والده بشير على أهمية اللاعنف كشكل من أشكال المقاومة، وأخبراه أن الكراهية لن تؤدي إلى السلام.
احتل الجنود الإسرائيليون منزل عائلته في عام 2000، أثناء الانتفاضة الثانية بسبب قربه من مستوطنة كفار داروم الدينية وعلى الرغم من حصولهم على فرصة المغادرة، كانت عائلة بشير مصممة على البقاء، مع العلم أنهم على الأرجح لن يتمكنوا من العودة إلى ممتلكاتهم إذا غادروا قام الجنود بتدمير دفيئات العائلة وبساتينها وأجبروا عائلته على النوم في صالة المعيشة، بينما استخدم الجنود الطابقين الثاني والثالث من المنزل في ذلك العام أطلق جنود النار على شقيقه يزن، دون أن يسفر ذلك عن مقتله أثناء إخماد حريق في حديقة العائلة.
تم إطلاق النار على بشير من قبل جندي إسرائيلي في 18 فبراير 2004، عندما كان عمره 15 عامًا، مما أدى إلى إصابته في العمود الفقري، وقع إطلاق النار في منزل بشير، بينما كانت الأسرة تودع موظفي الأمم المتحدة الذين كانوا يزورونها، وعلى الرغم من أن الجيش الإسرائيلي أعلن مسؤوليته عن إطلاق النار، إلا أنه لم يقدم تفسيراً لسبب حدوثه، تم نقله إلى المستشفى في سيارة تابعة للأمم المتحدة، وبما أن المستشفى المحلي لم يكن لديه الموارد اللازمة لعلاجه، تم نقل بشير إلى مستشفى في تل هاشومير، إسرائيل، حيث أقام علاقات مع بعض العاملين في مجال الرعاية الصحية الإسرائيليين الذين عالجوه. بعد أربعة أشهر في المستشفى، تم نقله إلى شيكوم يلاديم، وهو مركز إعادة تأهيل حيث عاش وتلقى العلاج الطبيعي مع 12 طفلاً إسرائيليًا، والذين أقام معهم علاقات أيضًا خلال الأشهر الستة عشر التي قضاها هناك، وبحلول نهاية إقامته، تمكن بشير من المشي مرة أخرى، وعاد إلى منزل عائلته في غزة.
في عام 2005، حضر بشير معسكرًا صيفيًا أمريكيًا في ولاية ماين تديره منظمة بذور السلام، دفعت هذه التجربة بشير إلى اتخاذ قرار بشأن رغبته في مواصلة تعليمه في الولايات المتحدة، استعادت عائلته السيطرة الكاملة على منزلها في سبتمبر 2005.
أصبح بشير مواطنًا أمريكيًا في عام 2019، بعد أن تقدم بطلب في عام 2017، لم يقم البشير بزيارة غزة منذ مغادرتها في عام 2006، خوفًا من عدم قدرته على المغادرة مرة أخرى، وعاش في واشنطن.

## تعليمه
بعد إعادة تأهيله من إصابته، اختار بشير الالتحاق بمدرسة ثانوية كويكرية في رام الله، ومع ذلك، ظل مهتمًا بالدراسة في الولايات المتحدة، وفي عام 2006، عندما كان عمره 16 عامًا، انتقل إلى الولايات المتحدة، حيث التحق بالمدرسة في أكاديمية واساتش في يوتا. حصل بشير على درجة البكالوريوس في الدراسات الدولية من جامعة نورث إيسترن في بوسطن، على الرغم من أنه كان يأمل في الأصل الالتحاق بجامعة برانديز، تمكن من الالتحاق بجامعة برانديز للدراسات العليا، حيث حصل على درجة الماجستير في الصراع والتعايش. في أغسطس 2024، حصل البشير على درجة الدكتوراه في الشؤون الدولية من جامعة جونز هوبكنز.

## حياته العملية
في عام 2009، توفي والد بشير، واستلهم بشير فكرة كتابة مذكراته استنادًا إلى تجارب طفولته وتعاليم والده حول اللاعنف. في عام 2018، نشر بشير مذكراته بعنوان "كلمات والدي الحب والألم في فلسطين" في المملكة المتحدة، وفي عام 2018، أدرج الملحق الأدبي لصحيفة التايمز المذكرات في قائمة كتب العام، وفي مراجعة لمجلس الكتاب اليهودي، لاحظت آدا برونشتاين من مطبعة معهد ماساتشوستس للتكنولوجيا إغفال أي استكشاف لدور أو أساليب القيادة الفلسطينية.
في عام 2014، أعرب البشير عن رغبته في أن يصبح دبلوماسيًا والعودة إلى غزة في هذا الدور، وفي عام 2017، تدرب بشير في مبنى الكابيتول لصالح النائب جيرالد كونولي، في ذلك الوقت أعرب عن اهتمامه بالعمل في مبنى الكابيتول بدوام كامل كمستشار للشؤون الخارجية، تم تعيينه لاحقًا كمتدرب لدى السيناتور بيرني ساندرز.
كتب بشير لصحيفة The Forward وصحيفة نيويورك تايمز، وتحدث مع MSNBC. لقد مارس الضغط من أجل المصالح الفلسطينية وتحدث إلى المنظمات المؤيدة لإسرائيل، بما في ذلك لجنة الشؤون العامة الأمريكية الإسرائيلية (AIPAC)، وإلى الجماهير اليهودية حول تجاربه الشخصية ولإثبات صحة قضيته من أجل السلام.
اعتبارًا من عام 2022، كان بشير مديرًا للأبحاث والعمليات في مركز س. دانيال أبراهام للسلام في الشرق الأوسط.